# Napoleon Cybulski
Napoleon Nikodem Cybulski (Krzywonosy, entonces parte del Imperio ruso —actual Kryvanosy, en Bielorrusia—, 14 de septiembre de 1854-Cracovia, 26 de abril de 1919) fue un fisiólogo polaco y pionero de la endocrinología y de la electroencefalografía. También fue el descubridor de la adrenalina, al ser el primero que aisló e identificó esta sustancia en 1895.

## Biografía
Provenía de la nobleza polaca; su padre fue Józef Napoleon Cybulski, del escudo de armas Prawdzic, y su madre fue Marcjanna Cybulska, de apellido de soltera Hutorowicz.
Se graduó de la escuela secundaria en Minsk y estudió medicina en la Academia Médico-Militar S. M. Kírov de San Petersburgo (Rusia). En 1880, recibió su diploma de médico cum eximia laude. Entre 1877 y 1885, fue asistente de Iván Tarjánov en el Departamento de Fisiología de la Academia Médico-Militar. En 1885 obtuvo el doctorado en medicina con una tesis sobre la velocidad del flujo sanguíneo medida con un fotohemotacómetro, un aparato que él mismo construyó. También investigó la influencia del nervio frénico en el ritmo respiratorio y en la laringe y los nervios vagos.  
Ese mismo año, en 1885, se trasladó a Cracovia y dirigió el Departamento de Fisiología de la Universidad Jagellónica. Entre 1887 y 1888 y entre 1895 y 1896, fue decano de la Facultad de Medicina y posteriormente pasó a ser rector (1904-1905) y vicerrector (1905-1909) de la universidad. Fundó la Escuela de Fisiología de Cracovia y a partir del 31 de octubre de 1891 fue miembro activo de la Academia del Conocimiento. Entre sus alumnos destacaron Adolf Beck, Władysław Szymonowicz, Leon Wachholz, Aleksander Rosner y Stanisław Maziarski.
Contrajo matrimonio con Julia Rogozińska y abrió una clínica de cirugía dental para poder sufragar los gastos de su numerosa familia. En 1916 adquirió una villa señorial en Nawojowa Góra. En 1918 recibió el Premio de la Fundación Erazm y Anna Jerzmanowski de parte de la Academia Polaca de la Cultura.
Murió el 26 de abril de 1919 de un accidente cerebrovascular en su estudio del Departamento de Fisiología de la Universidad Jagellónica. Fue galardonado a título póstumo con la Cruz de Comandante de la Orden de Polonia Restituta.

## Obra científica
Napoleon Cybulski está considerado un pionero de la electroencefalografía y de la endocrinología.
En 1895, junto con su alumno Władysław Szymonowicz, descubrió las interacciones hormonales de la médula adrenal y aisló la adrenalina. Llamó a la sustancia nadnerczyna, que significa literalmente «adrenalina» en polaco, al derivarse de nadnercze, «glándula adrenal». 
En 1890, Cybulski realizó uno de los primeros electroencefalogramas del córtex cerebral. Junto con Adolf Beck realizó investigaciones innovadoras sobre las ondas electroencefalográficas. Bajo la supervisión de Cybulski, Beck estudió la actividad del córtex cerebral en respuesta a la estimulación de nervios periféricos en perros y monos colocando electrodos en el cráneo para registrar cambios en el potencial eléctrico. De esta manera, invalidaron la hipótesis de William Horsley de que estos cambios reflejaban la actividad de los músculos del cráneo. Mediante nuevos análisis de los cambios de potencial, delimitaron las regiones sensoriales del córtex cerebral. También proporcionaron pruebas científicas de que la amplitud de las señales dependía de la fuerza y del tipo de estímulos sensoriales y de la profundidad de la anestesia. Sospecharon que la actividad del cerebro estaba mediada por la actividad bioeléctrica de las neuronas. Sus estudios sobre el mapeo cerebral y la estimulación nerviosa fueron innovadores, pues no estaban familiarizados con la investigación que hizo Richard Caton sobre los cambios en la actividad bioeléctrica del cerebro de los perros durante el sueño, la actividad y los cambios de ánimo.
De nuevo en colaboración con Beck, Cybulski mostró que cada sensación de sabor en la lengua estaba causada por un tipo de receptor distinto. Describió la diferencia entre los impulsos aferentes y eferentes que entran y salen de la médula espinal a partir de registros de las raíces dorsales y ventrales.
Inició la investigación sobre la hipnosis en Polonia. Algunas de sus tesis en O hypnotyzmie ze stanowiska fizyjologicznego («Sobre la hipnosis desde el punto de vista fisiológico») anticipan ideas de Sigmund Freud y lo convierten en un precursor del concepto de lo inconsciente.

## Cuestiones sociales
Además de la medicina, Cybulski se interesó por una variedad de cuestiones sociales y publicó libros y artículos como Czy państwo i społeczeństwo mają obowiązek popierać naukę? («¿Tienen el Estado y la sociedad la obligación de apoyar la ciencia?», 1895), W sprawie organizacyi gospodarstw włościańskich («Sobre la organización de las granjas de campesinos», 1896) y Nauka wobec wojny («Ciencia y guerra», 1918). 
Apoyó fervientemente el acceso de la mujer al estudio de la medicina. En 1891, Cybulski y el bacteriólogo polaco Odo Bujwid crearon el primer gimnasio (escuela secundaria) femenino de Cracovia.